# Phytosus nigriventris
Phytosus nigriventris är en skalbaggsart som först beskrevs av Louis Alexandre Auguste Chevrolat 1858.  Phytosus nigriventris ingår i släktet Phytosus och familjen kortvingar. Inga underarter finns listade i Catalogue of Life.